# Posebno taborišče NKVD št. 2
Posebno taborišče NKVD št.  2 je bilo posebno taborišče NKVD, ki se je nahajalo na mestu nekdanjega nacističnega taborišča Buchenwald. 
Med letoma 1945 in 10. februarjem 1950 je taborišče upravljala Sovjetska zveza in je služilo kot posebno taborišče št. 2 tajne policije NKVD. Bilo je del mreže »posebnih taborišč«, ki je delovala od leta 1945 in je bila leta 1948 uradno vključena v sistem gulagov. Drugo »posebno taborišče« v sovjetski okupirani Nemčiji je bilo posebno taborišče NKVD št. 7 v nekdanjem koncentracijskem taborišču Sachsenhausen.
Med avgustom 1945 in razpustitvijo taborišča 1. marca 1950 je Sovjetska zveza v Buchenwaldu zadržala 28.455 zapornikov, vključno s 1000 ženskami. Med zaporniki sta bila 22-letni v Ameriki rojen John H. Noble in njegov oče. Po sovjetskih zapisih je v posebnem taborišču številka 2 umrlo skupno 7.113 ljudi, vključno z Joachimom Ernstom, vojvodom Anhaltskim. Pokopali so jih v množičnih grobiščih v gozdovih, ki obkrožajo taborišče. Svojci niso prejeli nobenega obvestila o njihovih smrti. Med zaporniki so bili domnevni nasprotniki stalinizma in domnevni člani nacistične stranke ali nacističnih organizacij; drugi so bili zaprti zaradi napačne identitete in samovoljnih odločitev. NKVD zapornikom ni dovolil stika z zunanjim svetom. Za razliko od zapornikov v nekdanjih taboriščih Sachsenhausen in Bautzen, noben zapornik v posebnem taborišču št. 2 ni bil zaslišan pred sovjetskim vojaškim sodiščem.
6. januarja 1950 je sovjetski minister za notranje zadeve Sergej Nikiforovič Kruglov ukazal, da se vsa posebna taborišča, vključno z Buchenwaldom, predajo vzhodnonemškemu ministrstvu za notranje zadeve. Obstaja poročilo o sovjetskem taborišču NKVD, ki ga je napisala nekdanja zapornica Maria Linke. Rojena je bila v Ruskem carstvu kot hči nemškega upravitelja livarne in priprta zaradi tekočega znanja ruščine.